# Théo Poel
Théo Poel  est un footballeur belge, né le 24 avril 1951.
Après un début de carrière au K Beringen FC, il est recruté par le Standard de Liège en 1975. Joueur emblématique du club liégeois, il a été l'archétype du défenseur rugueux et intraitable. Il a joué 11 saisons de championnat avec les Rouches, soit 355 matches dont 346 comme titulaire et 9 buts marqués. Il a été finaliste de la Coupe d'Europe des Vainqueurs de Coupe en 1982, battu par le FC Barcelone, 2-1.
Il termine sa carrière professionnelle en 1986-1987 au K Beerschot VAV
Aujourd'hui, Théo Poel vend des vêtements féminins sur les marchés du Limbourg.

## Palmarès
- Champion de Belgique en 1982 et 1983 avec le Standard de Liège
- Vice-Champion de Belgique en 1980 avec le Standard de Liège
- Vainqueur de la Coupe de Belgique en 1981 avec le Standard de Liège
- Finaliste de la Coupe de Belgique en 1984 avec le Standard de Liège
- Vainqueur de la Coupe de la Ligue Pro 1975 avec le Standard de Liège
- Vainqueur de la SuperCoupe de Belgique en 1981 et en 1983 avec le Standard de Liège
- Finaliste de la Coupe d'Europe des Vainqueurs de Coupe en 1982 avec le Standard de Liège